# ピーノ・グレコ
ジュゼッペ・"ピーノ"・グレコ（Giuseppe "Pino" Greco、1952年1月4日 - 1985年9月）はイタリア・シチリア島のチャクッリで恐れられたマフィアの殺し屋。チャクッリを牛耳っていたミケーレ・グレコの甥。「靴」と渾名（あだな）された父親にちなんで「小さな靴 (Scarpuzzedda)」と渾名された。
コルレオーネシを仕切っていた叔父のミケーレ、サルヴァトーレ・リイナの指示に従って200人以上を殺している凶暴な殺し屋で、AK-47を使い、好んで顔を撃ったことで知られる。彼に殺害された著名な人物としては、ステファノ・ボンターデ、サルヴァトーレ・インツェリッロ、ピオ・ラ・トッレ、カルロ・アルベルト・ダ・ラ・キエーザなどが挙げられる。なお、1981年にはサルヴァトーレ・コントルノを殺害しようとしたが失敗し、コントルノは後に情報提供者となった。
殺し屋としてはカリスマ的な人物で、若いマフィオーソの中にはピーノを崇拝している者もいた。
マフィア組織の兵隊から幹部クラスまで出世した。ただコーサ・ノストラの掟などを重く考えずに、会合などに出席せず、代理人を行かせたりする事で、サルヴァトーレ・リイナの反感を買っていた。1985年秋、リイナの指示によりヴィンチェンツォ・プッチョとジュゼッペ・ルッケーゼに自宅で射殺された。遺体は彼の仲間に拷問・殺害された犠牲者同様、酸で処分され、地中海に捨てられた。イタリア当局は、1986年から1987年にかけて行われたマフィア幹部の大裁判において、58人の殺害容疑で本人不在のままグレコに終身刑の判決を下したが、1988年になって情報提供者フランチェスコ・マリーノ・マンノイアの証言により、殺害されていたことが判明した。ミケーレ・グレコの死後、リイナは友人で後に情報提供者となったサルヴァトーレ・カンチェーミに「狂人に効く薬が見つかったのはわかるだろう?『小さな靴（ピーノ）』は殺したよ、あいつは頭がおかしくなったからだ」と語ったという。